# Pentoffia nigra
Pentoffia nigra är en insektsart som beskrevs av Dietrich 2004. Pentoffia nigra ingår i släktet Pentoffia och familjen dvärgstritar. Inga underarter finns listade i Catalogue of Life.